# Балашов, Николай Николаевич
Николай Николаевич Балашов (20 января 1925 — 24 января 1993) — советский игрок в хоккей с мячом, футболист, нападающий. Мастер спорта СССР (1959).

## Биография
Родился по одним данным в пос. Подлипки, Московская область, по другим — в Старожиловской волости, Рязанская губерния. Бо́льшую часть футбольной карьеры в 1940—1950 годах провёл в команде города Калининграда. В 1947 году вначале был в составе ленинградского «Спартака», а в июне, августе и сентябре провёл три матча в чемпионате СССР за «Зенит». В первом матче — против «Динамо» Тбилиси — был заменён после перерыва, в двух матчах выходил на замену во второй половине второго тайма.
В хоккей с мячом начал играть в 1938 в Калининграде в детской команде «Зенита». В составе «Зенита»/«Труда» играл в 1945—1947, 1948—1954, 1955—1961 годах, За «Зенит» Ленинград выступал в чемпионате 1947/48, за «Буревестник» Москва — в 1954 — январе 1955. В чемпионате СССР провёл не более 80 матчей, забил не менее 8 мячей («Труд» — не более 66, не менее 7; «Буревестник» — не более 14, 1).
Чемпион РСФСР 1957. Финалист Кубка РСФСР 1954.